# Can-Am
Канадско-Американский Кубок или "Can-Am" - серия гонок спортивных автомобилей с 1966 по 1987 года.

## История
Гонка Can-Am начиналась как гоночная серия для спортивных гонщиков "Группы 7" с двумя гонками в Канаде (Can) и четырьмя гонками в Соединенных Штатах Америки (Am). Спонсором серии был Джонсон Вакс. Эта серия регулировалась правилами, указанными в категории "Группы 7" Международной федерации автомобильного спорта, в том числе с неограниченной мощностью двигателя и несколькими другими техническими ограничениями. Категория "Группы 7" была по сути "Формулой Либре" для спортивных автомобилей. Правила были минимальными и позволяли неограниченные размеры двигателя и допускали турбонаддув, практически неограниченную аэродинамику. Правила были настолько неограниченными, что любая крупная международная гоночная серия никогда не имела столько свободы в технических характеристиках. До тех пор, пока автомобиль имел два сиденья с кузовом, покрывающим колеса, и отвечал базовым стандартам безопасности, иных ограничений не было. "Группа 7" возникла как категория для «специальных» спортивных автомобилей, не являющихся омологированными. В Европе и какое-то время в 1960-х годах гонки в "Группе 7" были популярны в Соединенном Королевстве, а также в классе гонок на горных склонах в Европе. Автомобили "Группы 7" были предназначены для спринтов на короткие дистанции, а не для гонки на выносливость. Некоторые автомобили "Группы 7" также были построены в Японии компаниями Nissan и Toyota, но они не конкурировали за пределами своей родины (хотя некоторые из конкурентов Can-Am иногда отправлялись в гонки против них).
Гонки на спортивных автомобилях Клуба спортивных автомобилей Америки становились все более популярными среди европейских конструкторов и гонщиков. А чемпионат Соединенных Штатов по гонкам на дорогах среди спортивных гонщиков с большой вместимостью в конечном итоге привел к появлению "Группе 7" Can-Am. У гонки был хороший призовой фонд, а также большое количество поддержки в торговле, серия была прибыльной. Это в итоге привело к появлению по-настоящему необычным автомобилям мощностью более 1000 лошадиных сил (750 кВт).
Прежде чем Can-Am перестал существовать, и его сменила Formula 5000. Эти гонки отличались, хотя доминировали одни и те же  марки, но шум и зрелище автомобилей сделали Can-Am очень популярной.
Энергетический кризис и увеличение стоимости затрат в Can-Am означал, что серия созданная после 1974 года "тускнеет".  Одноместная серия Formula 5000 стала ведущей гоночной серией в Северной Америке, хотя многие гонщики и команды  продолжали участвовать в гонках Can-Am. Существование F5000 длилось всего два года, после чего последовало второе поколение Can-Am. Это была принципиально другая серия, основанная изначально на переделанных автомобилях F5000 с закрытыми колесами. Был также двухлитровый класс на базе шасси Формулы-2. Вторая волна Can-Am ослабла, так как гонки IMSA и CART стали более популярными в начале 1980-х, но гонка оставалась активной до 1987 года.
Can-Am остается хорошо запоминающейся формой гонок благодаря своей популярности ограниченности  в 1960-х и начале 1970-х годов количества правил, разрешающих чрезвычайно быстрые и инновационные автомобили, и линейке талантливых водителей. Автомобили Can-Am сегодня остаются популярными в исторических гонках.

## Известные водители
Перечень водителей в оригинальной серии Can-Am включал практически всех известных водителей конца 1960-х и начала 1970-х годов. Джим Холл, Марк Донохью, Марио Андретти, Парнелли Джонс, Джордж Фоллмер, Дэн Герни, Фил Хилл, Денни Халм, Брюс МакЛарен, Джеки Оливер, Питер Ревсон и Джон Суртис - все гоняли на машинах Can-Am и были успешны, выигрывая гонки и титулы чемпионата.  Аль Холберт, Джеки Икс, Алан Джонс, Кеке Росберг, Тамбэ и Аль Unser младший -  среди водителей, которые начали свою карьеру в возрожденной серии Can-Am.

## Новаторские технологии
Can-Am был местом рождения и испытательным полигоном для того, что было в то время  передовой технологией. Автомобили Can-Am были одними из первых гоночных автомобилей со спортивными крыльями. Они также имели эффективный турбонаддув, хорошую аэродинамику и  аэрокосмические материалы, такие как титан. Это привело к возможному падению первоначальной серииCan-Am, так как расходы стали непомерно высокими. Но во время своего развития автомобили Can-Am были в авангарде гоночных технологий и часто были такими же быстрыми или даже более быстрыми, чем современные автомобили Формулы-1. Известными конструкторами в серии Can-Am были McLaren, Chaparral, Lola, BRM, Shadow и Porsche.

## Трассы и победители

### Период 1966-1974 годов
В период 1966-1974 годов гонки проходили только на автодромах с трассами европейского типа. Городские трассы отсутствовали (трасса в Лас-Вегасе была не городской трассой, а стационарным автодромом). Овальные спидвеи использовались только дважды и лишь в некоторой своей части (наподобие как гонка Формулы-1 в Индианаполисе в 2000-е года).
За 9 сезонов был проведён 71 этап на 14 трассах. Победителями этапов стали 16 гонщиков на гоночных автомобилях 5 разных марок. 
Гонщики
- Дэнни Хьюм — 22 победы, чемпион 1968 и 1970 годов.
- Брюс МакЛарен — 9 побед, чемпион 1967 и 1969 годов.
- Марк Донохью — 9 побед, чемпион 1973 года.
- Джордж Фоллмер — 6 побед, чемпион 1972 года.
- Питер Ревсон — 5 побед, чемпион 1971 года.
- Джон Сёртис — 4 победы, чемпион 1966 года.
- Джеки Оливер — 4 победы, чемпион 1974 года.
- Дэн Герни — 3 победы
- Джеки Стюарт — 2 победы
- Фил Хилл, Джон Кэннон, Питер Гетин, Тони Дин, Чарли Кэмп, Франсуа Север, Скутер Патрик — по 1 победе.

Марки
- McLaren — 43 победы, все с моторами Chevrolet.
- Porsche — 15 побед, в том числе 1 победа Тони Дина в 1970-м за рулём Porsche 908.
- Lola — 8 побед, в том числе 7 с моторами Chevrolet и 1 с мотором Ford.
- Shadow — 4 победы, все с моторами Chevrolet, все в последнем сезоне.
- Chapparal — 1 победа в первом сезоне (гонщик — Фил Хилл).

Трассы и этапы
|                             | сезоны  | 1966      | 1967     | 1968     | 1969     | 1970     | 1971     | 1972     | 1973     | 1974     |
| трассы                      | всего   | 6 этапов  | 6 этапов | 6 этапов | 11этапов | 10этапов | 10этапов | 9 этапов | 8 этапов | 5 этапов |
| --------------------------- | ------- | --------- | -------- | -------- | -------- | -------- | -------- | -------- | -------- | -------- |
| Bridgehampton               | 4 гонки | Gurney    | Hulme    | Donohue  | Hulme    | —        | —        | —        | —        | —        |
| Donnybrooke                 | 3 гонки | —         | —        | —        | —        | Hulme    | Revson   | Cevert   | —        | —        |
| Edmonton                    | 6 гонок | —         | —        | Hulme    | Hulme    | Hulme    | Hulme    | Donohue  | Donohue  | —        |
| Laguna Seca                 | 8 гонок | Phil Hill | McLaren  | Cannon   | McLaren  | Hulme    | Revson   | Folmer   | Donohue  | —        |
| Michigan Int. Speedway      | 1 гонка | —         | —        | —        | McLaren  | —        | —        | —        | —        | —        |
| Mid Ohio                    | 6 гонок | —         | —        | —        | Hulme    | Hulme    | Stewart  | Folmer   | Donohue  | Oliver   |
| Mont-Tremblant (St. Jovite) | 4 гонки | Surtees   | —        | —        | Hulme    | Gurney   | Stewart  | —        | —        | —        |
| Mosport Park                | 8 гонок | Donohue   | Hulme    | —        | McLaren  | Gurney   | Hulme    | Hulme    | Kemp     | Oliver   |
| Riverside                   | 8 гонок | Surtees   | McLaren  | McLaren  | Hulme    | Hulme    | Hulme    | Follmer  | Donohue  | —        |
| Road America (Elkart Lake)  | 8 гонок | —         | Hulme    | Hulme    | McLaren  | Gethin   | Revson   | Follmer  | Donohue  | Patrick  |
| Road Atlanta                | 5 гонок | —         | —        | —        | —        | Dean     | Revson   | Follmer  | Follmer  | Oliver   |
| Stardust (Las Vegas)        | 3 гонки | Surtees   | Surtees  | Hulme    | —        | —        | —        | —        | —        | —        |
| Texas Int. Speedway         | 1 гонка | —         | —        | —        | McLaren  | —        | —        | —        | —        | —        |
| Watkins Glen                | 6 гонок | —         | —        | —        | McLaren  | Hulme    | Revson   | Hulme    | Donohue  | Oliver   |

## Производители
McLaren
Компания McLaren специально разработала гоночные автомобили. Автомобили Can-Am были разработками спортивных автомобилей, которые были представлены в 1964 году для гонок в Северной Америке. Модификации McLaren M1A и M1B были представлены в качестве заводских автомобилей в 1966 году с Брюсом Маклареном и Крисом Амоном в качестве гонщиков. В 1967 году специально для серии Can-Am команда McLaren представила новую модель M6A. McLaren M6A воплотил в своем дизайне то, что должно было стать фирменным оранжевым цветом для команды. Данная модель M6 была оснащена малоблочным двигателем V8, разработанным "Al Bartz Engines" в Калифорнии. В 1968 году последовала модель M8A, новый дизайн, основанный на «крысином двигателе» V8 с большим блоком и нагруженным элементом шасси. В 1969 году McLaren создали свое собственное производство двигателей. Модификации M8B, M8C, M8D и M20C были разработкой с алюминиевым монококовым шасси. McLaren настолько доминировал в сезонах 1967-1971 годов, что Can-Am часто называли «шоу Брюса и Денни» из-за гонщиков команды, которые очень часто финишировали первыми и вторыми. Брюс Макларен погиб 2 июня 1970 года, когда во время испытаний задний кузов его прототипа M8D отсоединился, что привело к неуправляемости автомобиля и фатальному столкновению на высокой скорости. McLaren продолжал преуспевать в Can-Am и после смерти Брюса с рядом других водителей, но разработка Porsche турбированных 12-цилиндровых двигателей и высокий бюджет для развития означали, что McLaren не может конкурировать как раньше. Команда перестала выступать в Can-Am, чтобы сконцентрироваться на участии в гонке Формула-1. Команда McLaren стала неоднократным чемпионом гонки Формула-1 и до сих пор остается частью этой серии.
Porsche
Porsche 908 Spyder участвовал в Can-Am и в основном использовался малобюджетными командами, так как модель не обладала достаточной мощностью двигателя (350 л.с.). Эта модель выиграла в 1970 году гонку "Road Atlanta", после того как выбыли более мощные машины. В 1972 году была представлена модель 917/10К с турбонаддувом мощностью 900 л.с. Управляемые гонщиками Марком Донохью и Джорджем Фолмером, машины этой модели выиграли шесть из девяти гонок. В 1972 году Porsche представила еще более мощный автомобиль - 917 / 30KL, который имел прозвище «Турбопанцирь»  и считался "монстром". Доминирование Porsche настолько велико, что в 1974 году правила использования двигателей были изменены, чтобы изменить конкурентность за одну марку машин, путем введения в действие правила по ограничению потребления топлива. Такое изменение правил для обеспечения равенства является известным способом регулирования в других формах американского автоспорта.  Гонка Can-Am, для которой эта модель создавалась, была снята с производства, а в 1975 году конструктор Донохью довел этот автомобиль с закрытым курсом до рекордной мировой средней скорости  - 356 километров в час.  Он был способен развивать на прямых участках скорость -  386 километров в час.
Другие
В то время как McLaren и Porsche доминировали в серии Can-Am, появились и другие автомобили. Хорошо зарекомендовавшие себя европейские производители, такие как Lotus, CRD, Ferrari и BRM появлялись в Can-Am в разное время с небольшим успехом. Ford также участвовал с рядом неудачных автомобилей, основанных на модели GT40. Американские марки, такие как McKee, Genie и Caldwell так же соревновались в гонке.
Британский механик и инженер Питер Брайант спроектировал Ti22  в качестве американского соперника британцам. В автомобиле использовался титан в шасси и подвеске, также Брайант экспериментировал с  использованием углеродного волокна для снижения веса. Хотя машина была быстрой, она не достигла постоянного успеха. Проблемы с финансированием команды привели к тому, что Брайант перешел в команду "Shadow", которую спонсировал Дон Николсакоманд. Марка Shadow дебютировала с удивительным автомобилем с крошечными колесами и радиаторами, установленными сверху на заднем крыле, разработанном Тревором Харрисом.

## Развитие и возрождение
1974 год был последним годом для традиционного чемпионата Can-Am. Рост цен, рецессия в Северной Америке после нефтяного кризиса, сокращение поддержки и интереса привели к отмене и к тому, что последняя запланированная гонка сезона 1974 года не состоялась. Название Can-Am все еще обладало достаточной силой тяги у общества, чтобы привести к созданию измененной серии Can-Am в 1977 году, основанной на версии правил недавно аннулированной гонки Formula 5000. Чтобы расширить привлекательность серии, был введен класс 2L - автомобили, производный от  класса F2 в гонке  "Formula Atlantic".